# Margarit y Margarita
Margarit y Margarita (en búlgaro: Маргарит и Маргарита, transliterado como: Margarit i Margarita) es una película dramática búlgara de 1989 dirigida por Nikolai Volev. La película fue seleccionada como la entrada búlgara a la Mejor Película Internacional en la 63.ª de los Premios de la Academia, pero no fue nominada.

## Sinopsis
Margarit y Margarita, estudiantes de último grado de secundaria, se aman. Orgullosos e independientes, a menudo se enfrentan a sus maestros y padres. Dejan la escuela y sus hogares por el simple hecho de ser libres. Sin embargo, entran en un mundo lleno de corrupción y brutalidad.

## Reparto
- Irini Antonios Zampona como Margarita-Rita
- Hristo Shopov como Margarit
- Rashko Mladenov como Yuliyan el coreógrafo
- Vassil Mihajlov como Nerizanov
- Veselin Vulkov como Yanev, El padre de Margarit
- Iliya Raev como El escolar principal
- Tanya Shahova como Kostova, el profesor de cabeza